# Вільярта-Кінтана
Вільярта-Кінтана (ісп. Villarta-Quintana) — муніципалітет в Іспанії, у складі автономної спільноти Ла-Ріоха. Населення — 148 осіб (2009).
Муніципалітет розташований на відстані близько 230 км на північ від Мадрида, 50 км на захід від Логроньйо.

## Демографія
Динаміка населення (INE ):

## Галерея зображень

Розташування муніципалітету